# ژینورا
ژینورا ، گیاهی است از راسته مینا سانان و تیره کاسنیان که دارای گونه‌های مختلفی می‌باشد و منشا آن جنوب شرقی آسیا می‌باشد. گونه‌های ژینورا دارای  تنوع زیاد هستند که بیشتر آن‌ها به صورت علف هرز در طبیعت یافت می‌شوند و تعداد محدودی به عنون گیاه زینتی در گل‌کاری کاربرد دارند.
از گونه‌های G. bicolor ، G.sarmentosa ، G. procumbens به عنوان گونه‌های زینتی در گلکاری استفاده می‌شود. گونه G.sarmentosa دارای برگهایی کنگره دار و چین دار ، که سطح برگ به رنگ سبز تیره و پوشیده از کرک‌هایی نسبتاً کوتاه و پشت برگ و دمبرگ‌ها به رنگ بنفش هستند و دارای گلهایی زرد رنگ می‌باشد. همچنین گونه G.procumbens دارای برگهایی سبز رنگ و بدون کرک و دارای گلهایی زرد رنگ می‌باشد این گونه نیز همانند گونه قبل به عنوان گیاهی گلدانی و برگ زینتی در گل‌کاری مورد استفاده قرار می‌گیرد.  گونه G.zeylanica جزو علفهای هرز چند ساله به‌شمار می‌رود و دارای برگهایی سبز رنگ و گل‌های سفید هستند. 
همچنین ژینورادر زبان کردی به معناي نور زندگي بوده و از ريشه ژى به معني زندگي وام گرفته شده است.